# Van Buren (Fallout 3)
Van Buren volt a kódneve a Black Isle Studios által fejlesztett, és az Interplay által kiadni tervezett Fallout 3 című számítógépes szerepjátéknak. Az Interplay a nehéz anyagi helyzete miatt szélnek eresztette a fejlesztőcsapatot, így a Van Buren-t 2003-ban törölték.
Törlése előtt a Van Burenről azt lehetett tudni, hogy a Fallout-univerzumban játszódó Fallout 3 lesz a címe, és hogy nem lesz a Fallout 2 közvetlen folytatása.
A Black Isle csapatát otthagyók közül többen megalapították az Obsidian Entertainment nevű céget, amely 2010-ben készítette el a Fallout: New Vegas című játékot, amelyben a Van Buren számos ötletét megvalósították.

## Cselekmény
A cselekmény részletei a játék törlése után kerültek nyilvánosságra, melyek alapján az alábbi lett volna a Fallout 3 ezen változatának története.
A történet, csakúgy, mint elődei, az Egyesült Államok középnyugati részein játszódik (Arizona, Nevada, Colorado, Utah). A legnyugatabbi terület az előző részekből már ismert Új Kalifornia Köztársaság keleti határa. 2253-ban kezdődik, tehát valamivel több mint 10 évvel a Fallout 2 cselekménye után. A főhős egy elítélt, aki választásunk szerint ártatlanul vagy bűnösként került a börtönbe, és ennek a karaktertulajdonságok terén lett volna jelentősége.
A kezdetekkor egy ismeretlen erő megtámadja a börtönt, és egy robbanás következtében hősünk eszméletét veszti, és amikor magához tér, azt látja, hogy a cellájának ajtaja nyitva. Menekülőre fogja a dolgot, miközben a nyomában játnak üldözői. Útja során fokozatosan keveredik bele egy kalandba, mely az előző részekből ismert Acél Testvérisége és az Új Kalifornia Köztársaság közti háború körül zajlik. Tetteinkkel a két frakció különféle helyőrségeit meglátogatva erősíthette volna hősünk, ezzel formálva az erőviszonyokat. Kisebb csoportosulások támogatására is lehetőség nyílt volna, mint a korábbról már jól ismert Khans bűnbanda, vagy az újonnan bekerült Caesar Légiói.
A cselekmény egy része a Hoover-gát körül játszódik, amelyet több oldal is szeretne megkaparintani magának. Választásunktól függően az egész régió sorsa dől el. Meglátogathattuk volna emellett Denvert, a Mesa Verde Nemzeti Parkot, és a Grand Canyont.
A főküldetés az Új Kalifornia Köztársaság egyik tudósa, Victor Presper körül forog, akihez a börtön rejtélyes megtámadása is fűződik. Egy B.O.M.B.-001 névre hallgató amerikai nukleáris fegyvert szeretne megkaparintani, amellyel egy újabb nukleáris csapást mérne az emberiségre, hogy csak a szerencsés kiválasztottak éljék túl. A bomba kilövését ugyan nem lehetett volna megakadályozni, de csakis a játékos döntésén múlt volna, hogy az hová csapódott volna be.
Néhány elem ebből a történetből megjelent a Fallout: New Vegasban. Abban a játékban utalás történt az Acél Testvérisége és az ÚKK közti harcokra., emellett bekerült egy komplett karakter, Joshua Graham is, valamint Caesar Légiói. A megváltozott helyszín miatt azonban csak a Hoover-gát maradt az egyetlen olyan hely, mely a New Vegasba is bekerült.

## A fejlesztés
A Fallout 3 fejlesztése már nem sokkal a második rész befejezését követően, 1999-ben megkezdődött, de az ekkor már az Interplay tetemes hányadát birtokló Titus Entertainment leállíttatta a fejlesztést, a konzolos játékok kiadásának elsődlegessége miatt. Az első változatról nem sokat tudni, csak annyit, hogy ezt is a Black Isle Studios fejlesztette, háromdimenziósnak készült, a később a Gamebyro grafikus motor részévé vált NDL technológia segítségével (amely teljesen véletlenül a végül megjelent Fallout 3 grafikus motorja lett). A fejlesztést leállították, a fejlesztőket pedig az Icewind Dale elkészítésére irányították át, mert a nehéz pénzügyi helyzetben ettől vártak nagyobb és gyorsabb bevételt. Csak miután megjelent az Icewind Dale II 2002-ben, azután tudták folytatni a Fallout 3-at.
Mikor a licenc elvesztése miatt 2003-ban az Interplay kénytelen volt leállítani a Baldur's Gate III: The Black Hound fejlesztését, az összes fejlesztőt átirányították a Van Buren kódnevet használó Fallout 3-ra (a cégnél bevett gyakorlat volt korábbi amerikai elnökök neveit kódnévként használni). Ez nem volt különösebben nehéz, ugyanis a két játék azonos grafikus motort használt (az immár háromdimenziós Jefferson Engine). A tervek szerint egyjátékos és többjátékos mód is lett volna benne, valamint lehetőség lett volna váltani a valós idejű és a körökre osztott harc között. A játékok alapját képező SPECIAL-rendszert átalakították volna: a harci képzettségek összevonásra, míg a beszédképesség szétválasztásra került volna.
Ez idő alatt az Interplay saját fejlesztői már készítették a konzolos Fallout: Brotherhood of Steel című játékot, így a két csapat egyeztetett egymással is a fejlesztés irányairól. Ennek ellenére hamarosan elkezdték elhagyni a pénzügyi nehézségekkel küzdő Black Isle-t a csapattagok, akiket Damien Foletto fejlesztő egy nyilatkozata szerint csak a csapat ereje és az a hit tartott sokáig itt, hogy be tudják fejezni a játékot. Végül a Titus pecsételte meg a játék sorsát azzal, hogy az anyagi gondokkal küzdő Interplayt a konzolos játékok fejlesztésére állította rá, és így a majdnem kész játék a süllyesztőben landolt. A megmaradt fejlesztőket a Fallout: Brotherhood of Steel 2-re és a Baldur's Gate: Dark Alliance II készítésére irányították át, amelyek közül végül csak az utóbbi jelent meg.
Tim Cain 2024-ben elmondta, hogy 2003 nyarán őt is meghívták az Interplay részéről, hogy tekintse meg a játékot akkori készültségi foka mellett, és mondja meg, hogy szerinte mennyi idő alatt lehet befejezni. Cain azt mondta, hogy körülbelül másfél év, mire visszakérdeztek, hogy nem-e lehetne gyorsabban. Cain azt válaszolta, hogy le lehet tornázni 12 hónapra, de akkor a játék bugos marad és a játékmenet sem lesz kiegyensúlyozott. Az Interplay erre azt válaszolta, hogy ők abban reménykedtek, hogy maximum 6 hónapot mond, mert így jó eséllyel le kell állítaniuk a fejlesztést.
A fejlesztés befejezésekor a grafikus motor 95%-a, a párbeszédek 75%-a, és a térképek 50%-a teljesen kész volt. Ezekből egy techdemó nyilvánosságra került 2007-ben. Később a Fallout: New Vegas-ban az eredeti fejlesztők a Van Buren ötleteinek a többségét megvalósították. 2014-ben az eredeti fejlesztőkhöz kapcsolódó inXile Entertainment levédette a "Van Buren"-t, mint játékcímet, esetleges további tervek céljából.